# Jonathan Sjöberg
Per Daniel Jonathan Sjöberg, född 14 juni 1971 i Stockholm, är en svensk manusförfattare och regissör. Han har varit med och skrivit manus till bland annat I rymden finns inga känslor och Bitchkram. Han har tillsammans med Oskar Mellander varit med och regisserat SVT:s julkalender Barna Hedenhös uppfinner julen 2013 och 2017 TV-serien Stopp! för SVT. Utvecklade, skrev och regisserade tre säsonger av Bäckström för TV4.
Sjöberg studerade film-, teater- och litteraturvetenskap vid Stockholms universitet, samt studerat vid Stockholms filmskola. Han har även studerat vid Mauritz Binger Film Institute i Amsterdam.